# 卷站
卷站（日语：／ Maki eki */?）是位於新潟縣新潟市西蒲區卷甲（卷六區），東日本旅客鐵道（JR東日本）的越後線車站。

## 歷史

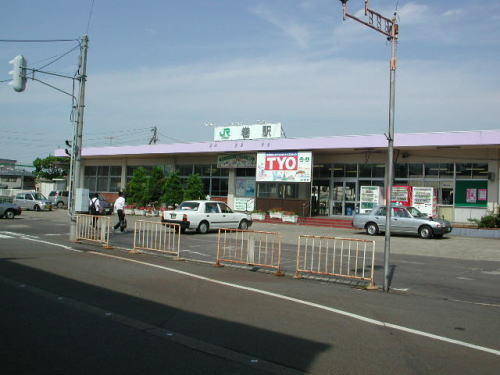
2004年7月當時的車站大樓

- 1912年（大正元年）8月25日：越後鐵道 白山至吉田之間開通，此站啟用[1]。
- 1927年（昭和2年）10月1日：越後鉄道被國有化，柏崎至白山之間全線隸屬國鐵越後線（後來白山至新潟也編入至越後線）。
- 1968年（昭和43年）：現時的車站大樓竣工[1][2]。
- 1982年（昭和57年）11月5日：終束貨物起卸業務。
- 1987年（昭和62年）4月1日：伴隨國鐵分割民營化，車站由東日本旅客鐵道（JR東日本）營運。
- 1988年（昭和63年）2月5日：開設綠色窗口[3]。
- 1991年（平成3年）3月16日：開設1往返班次（早上7時時段），來往新潟至此站之間（假日暫停服務。該列車本來來往越後曾根站，在當天起延長至此站，後來變成每日運行。）
- 2005年（平成17年）1月20日：引入自動閘機[1]。
- 2006年（平成18年）1月21日：此站可使用IC卡「Suica」（新潟都市圈範圍）。
- 2013年（平成25年）10月1日：成為業務委託車站。

## 車站構造

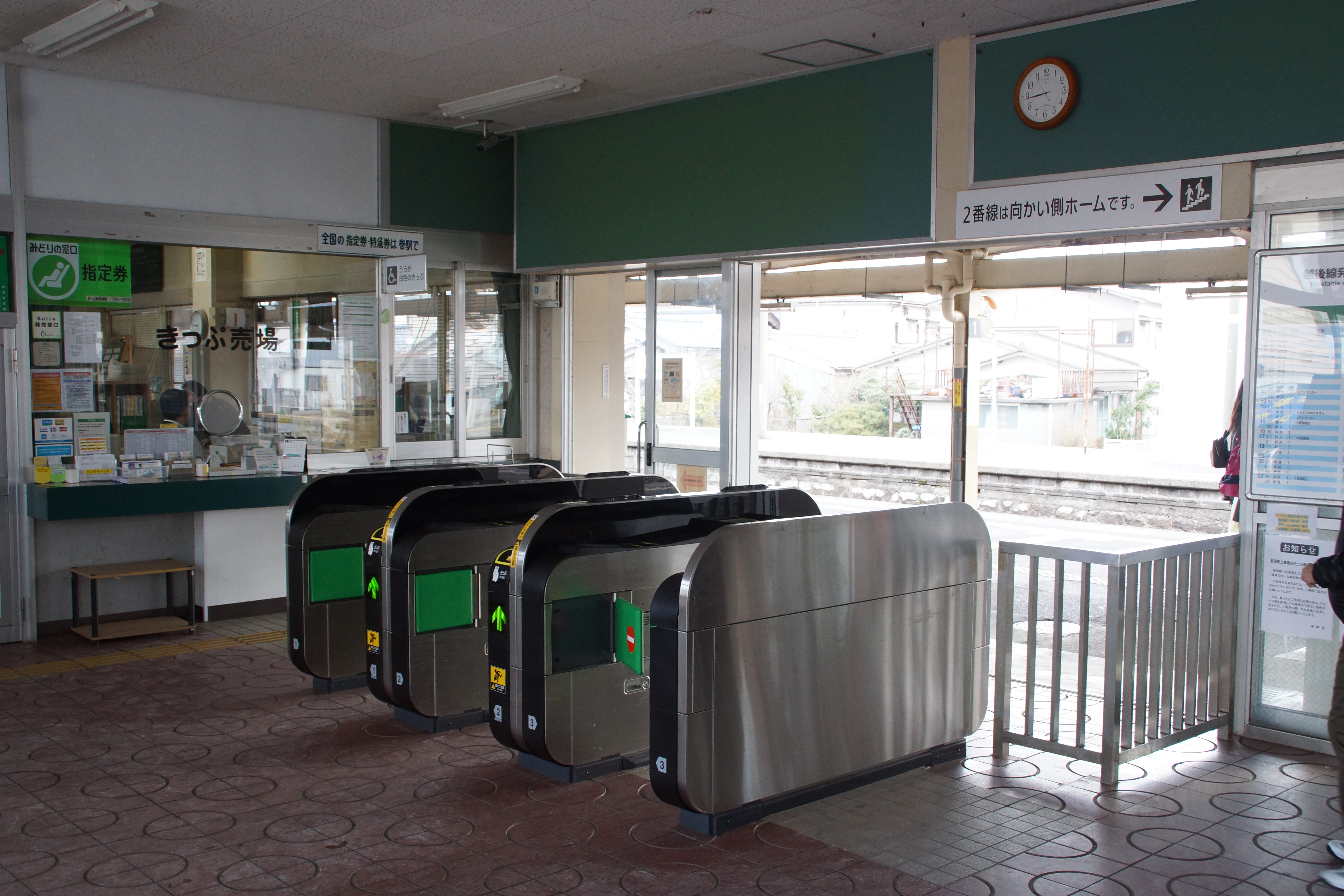
閘口(2015年2月)

車站是一座地面車站，設有2面2線的相對式月台。各月台之間設有跨線橋連接。
在2013年9月30日前，此站曾經為直營車站，在翌日10月1日起由燕三條站管理，此站變為業務委託車站，委托了JR新潟Business負責車站業務。車站大樓內的閘口處設有3座自動閘機，所有閘機可使用Suica等IC卡。車站內設有有人檢票口暨綠色窗口（營業時間 7:00 - 19:00）、2座自動售票機、候車室和自動販賣機。廁所位於閘口內。從前於候車室內設有商店（Kiosk）。
在1980年代，越後線新潟至內野之間的列車整日每約20分鐘一班。另一方面，包括此站之內，於早上和黃昏時段，內野至吉田之間每20至40分鐘一班，其餘時間約1小時一班。在該區間的沿線自治體（新潟市、燕市等）希望促進越後線的使用情況，於是在2012年3月的3年試驗期間，日間於內野為終點站（起點站）的3往返班次列車延長至吉田，形成每40分鐘一班列車。但是，客量沒有因此而增加，最後在2015年3月時間表修正中，變回1小時一班。
隨著車站大樓開始老化，在新潟市和前卷町的合併建設計劃中，計劃建設連接車站東西的行人隧道（全長68m，寬3.5m）。另外，新潟市和JR東日本新潟分社正在檢討把車站翻新成為跨站式站房，以加強交通樞紐功能。

### 月台
| 月台 | 路線    | 上下行 | 方向           |
| ---- | ------- | ------ | -------------- |
| 1、2 | ■越後線 | 下行   | 新潟方向       |
| 1、2 | ■越後線 | 上行   | 吉田、柏崎方向 |

- 1號月台為主本線，為一線通過結構。若不需要進行列車交會，兩方向的列車會使用靠近車站大樓的1號月台。

## 使用狀況
根據「JR東日本」的資料，在2019年度（令和元年度）1日平均乘車人次為2,273人。此站的使用人次有減少的傾向。
以下為近年乘車人次變化列表：
| 乘車人次變化       | 乘車人次變化     | 乘車人次變化    |
| 年度               | 1日平均 乘車人次 | 參考資料        |
| ------------------ | ---------------- | --------------- |
| 2000年（平成12年） | 2,650            | [ 利用客数 2 ]  |
| 2001年（平成13年） | 2,575            | [ 利用客数 3 ]  |
| 2002年（平成14年） | 2,519            | [ 利用客数 4 ]  |
| 2003年（平成15年） | 2,503            | [ 利用客数 5 ]  |
| 2004年（平成16年） | 2,418            | [ 利用客数 6 ]  |
| 2005年（平成17年） | 2,445            | [ 利用客数 7 ]  |
| 2006年（平成18年） | 2,395            | [ 利用客数 8 ]  |
| 2007年（平成19年） | 2,368            | [ 利用客数 9 ]  |
| 2008年（平成20年） | 2,350            | [ 利用客数 10 ] |
| 2009年（平成21年） | 2,346            | [ 利用客数 11 ] |
| 2010年（平成22年） | 2,399            | [ 利用客数 12 ] |
| 2011年（平成23年） | 2,460            | [ 利用客数 13 ] |
| 2012年（平成24年） | 2,405            | [ 利用客数 14 ] |
| 2013年（平成25年） | 2,473            | [ 利用客数 15 ] |
| 2014年（平成26年） | 2,325            | [ 利用客数 16 ] |
| 2015年（平成27年） | 2,471            | [ 利用客数 17 ] |
| 2016年（平成28年） | 2,427            | [ 利用客数 18 ] |
| 2017年（平成29年） | 2,394            | [ 利用客数 19 ] |
| 2018年（平成30年） | 2,341            | [ 利用客数 20 ] |
| 2019年（令和元年） | 2,273            | [ 利用客数 1 ]  |

## 車站周邊
車站周邊位於西蒲周卷地區中心。在前西蒲原郡卷町中心中，設有的士等候乘客。在車站西邊的縣道374號上設有大型商店街（鯛車商店街等）以及設有住宅區。

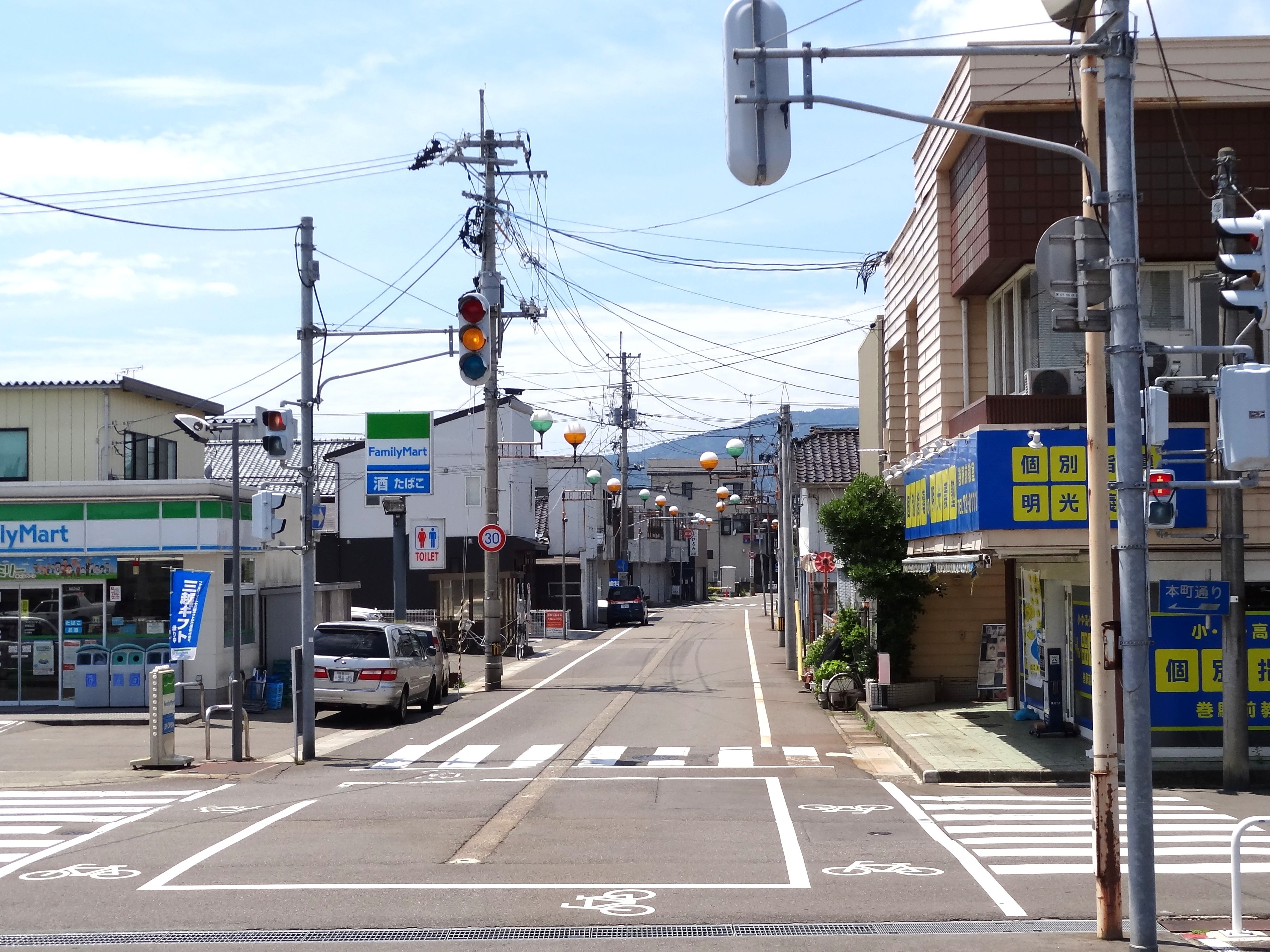
站前風景

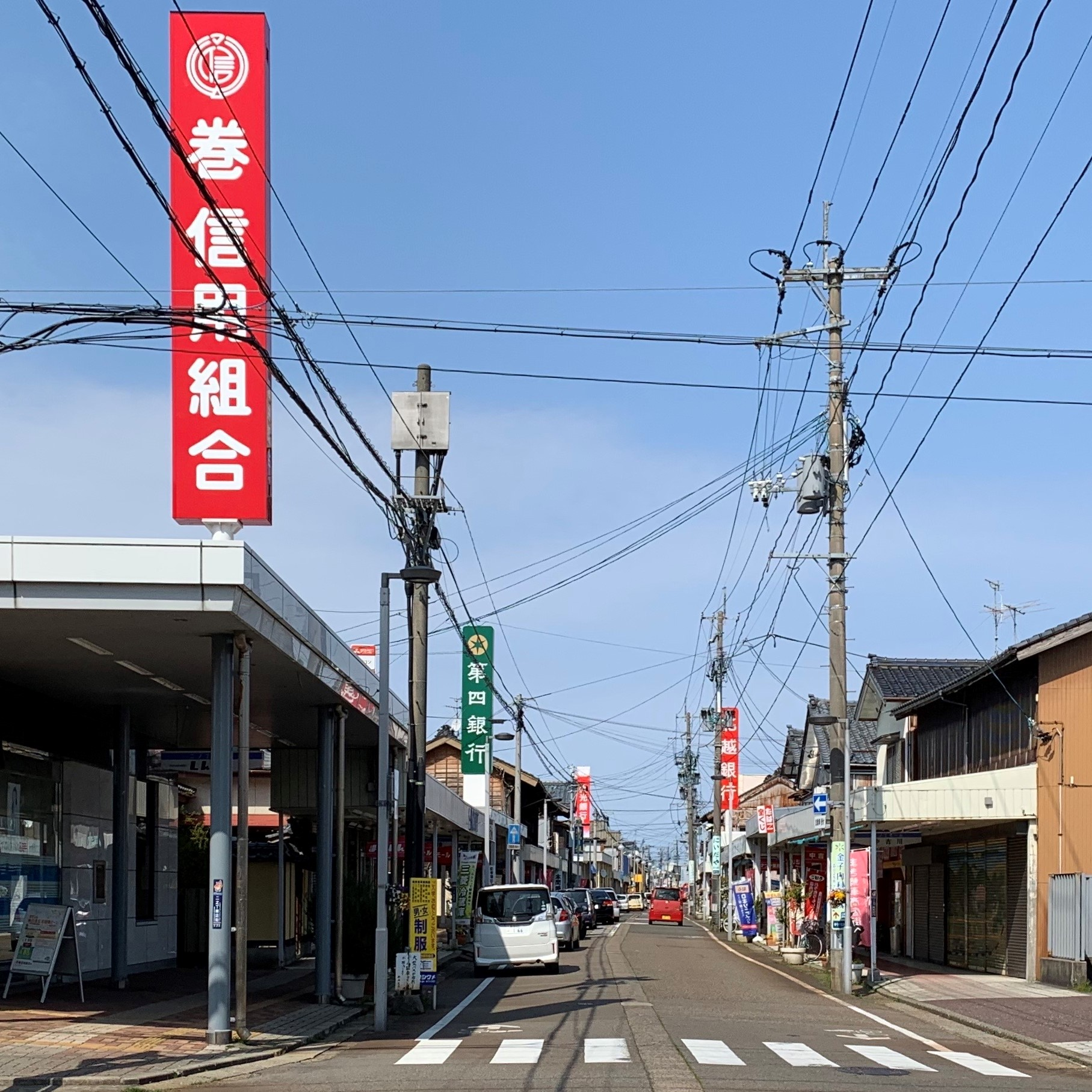
卷中心（新潟縣道374號五千石卷新潟線上）

### 站前（西邊）
- 新潟縣道143號卷停車場線（日语：新潟県道143号巻停車場線）
- 國道460號（日语：国道460号）
- 西蒲警署（日语：西蒲警察署）卷站前派出所
- 新潟市西蒲區公所
- 新潟市卷文化會館（日语：新潟市巻文化会館）[1]
- 新潟縣立卷高等學校（日语：新潟県立巻高等学校）[1]
- 新潟市城山運動公園・・・轉乘的士約7分鐘

### 車站後方（東邊）
- 新潟市道（前116號）
- 國道116號（日语：国道116号）＜卷繞道（日语：巻バイパス）＞
- 新潟縣立卷綜合高等學校（日语：新潟県立巻総合高等学校）[1]
- 新潟市立卷圖書館[1]

## 巴士路線

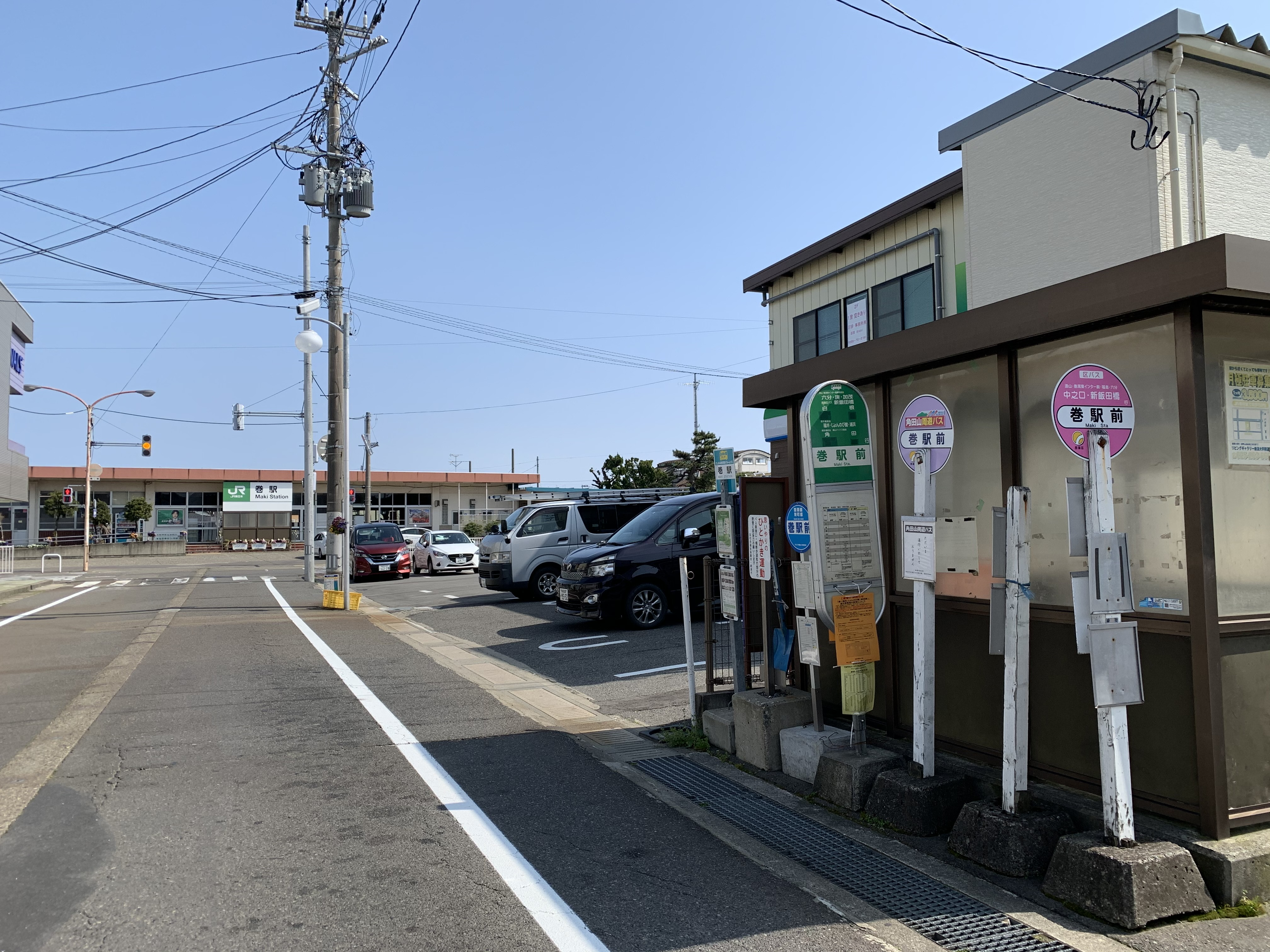
「卷站前」巴士站（2020年3月）
從前方開始的巴士站牌順序為區巴士、角田山周遊巴士、新潟交通觀光巴士、西觀光巴士、西館觀光周遊Guru~n巴士

車站附近巴士路線圖。時間表可參見新潟交通觀光巴士：潟東區域 、西觀光巴士：巴士路線 、IK聯盟：巴士路線 。

在卷站前路口設有新潟交通觀光巴士和西觀光巴士的巴士站。停靠的巴士路線包括前往各方向。另外，該處也有由市和區營運的社區巴士西蒲區區巴士、IK聯盟，也設有觀光周遊巴士停靠站前。
截至2020年4月，設有以下巴士路線停靠：
- 卷站前巴士站
  - （新潟交通觀光巴士）經漆山（日语：漆山 (新潟市)）、卷潟東交匯處停車場 前往六分、庚、加茂（新潟經營大學（日语：新潟経営大学））
  - （區巴士）經漆山、卷潟東交匯處停車場 前往新飯田橋
  - （新潟交通觀光巴士）經漆山、卷潟東交匯處停車場 前往白根
  - （西觀光巴士）經間手橋 前往福井（日语：福井 (新潟市)）、浦濱
  - （新潟交通觀光巴士）經間手橋 角田妙光寺、海灘
  - （新潟交通觀光巴士）經橫山繞道 角田妙光寺、海灘
  - （西觀光巴士）經中馬堀 榮町（日语：栄町 (新潟市西蒲区)）
  - （西觀光巴士）經和納、岩室 間瀨（日语：間瀬 (新潟市)）
  - 西館觀光周遊Guru~n巴士　※除了冬季外只於星期六、日運行

有關其他路線途經路段可參見西蒲區#巴士。

## 相鄰車站
東日本旅客鐵道（JR東日本）
■越後線
岩室－卷－越後曾根

## 注腳

### 使用狀況
1. 1 2  . 東日本旅客鉄道.   [2020-07-18]. （原始内容存档于2020-07-10） （日语）.
2. ↑  . 東日本旅客鉄道.   [2019-04-08]. （原始内容存档于2019-03-28） （日语）.
3. ↑  . 東日本旅客鉄道.   [2019-04-08]. （原始内容存档于2019-03-28） （日语）.
4. ↑  . 東日本旅客鉄道.   [2019-04-08]. （原始内容存档于2019-03-28） （日语）.
5. ↑  . 東日本旅客鉄道.   [2019-04-08]. （原始内容存档于2019-03-28） （日语）.
6. ↑  . 東日本旅客鉄道.   [2019-04-08]. （原始内容存档于2019-03-28） （日语）.
7. ↑  . 東日本旅客鉄道.   [2019-04-08]. （原始内容存档于2019-03-28） （日语）.
8. ↑  . 東日本旅客鉄道.   [2019-04-08]. （原始内容存档于2019-03-28） （日语）.
9. ↑  . 東日本旅客鉄道.   [2019-04-08]. （原始内容存档于2019-03-28） （日语）.
10. ↑  . 東日本旅客鉄道.   [2019-04-08]. （原始内容存档于2019-03-28） （日语）.
11. ↑  . 東日本旅客鉄道.   [2019-04-08]. （原始内容存档于2019-03-28） （日语）.
12. ↑  . 東日本旅客鉄道.   [2019-04-08]. （原始内容存档于2019-03-28） （日语）.
13. ↑  . 東日本旅客鉄道.   [2019-04-08]. （原始内容存档于2019-03-28） （日语）.
14. ↑  . 東日本旅客鉄道.   [2019-04-08]. （原始内容存档于2019-03-22） （日语）.
15. ↑  . 東日本旅客鉄道.   [2019-04-08]. （原始内容存档于2016-03-04） （日语）.
16. ↑  . 東日本旅客鉄道.   [2019-04-08]. （原始内容存档于2019-03-22） （日语）.
17. ↑  . 東日本旅客鉄道.   [2019-04-08]. （原始内容存档于2019-03-22） （日语）.
18. ↑  . 東日本旅客鉄道.   [2019-04-08]. （原始内容存档于2019-03-22） （日语）.
19. ↑  . 東日本旅客鉄道.   [2019-04-08]. （原始内容存档于2019-03-22） （日语）.
20. ↑  . 東日本旅客鉄道.   [2019-07-23]. （原始内容存档于2019-07-05） （日语）.

## 外部連結
- 車站資訊（卷）：東日本旅客鐵道（日語）
- 牧站 - 與此站相同日文讀法（Maki）